# 2089
Năm 2089. Trong lịch Gregory, nó sẽ là năm thứ 2089 của Công nguyên hay của Anno Domini; năm thứ 89 của thiên niên kỷ thứ 3 và của thế kỷ 21; và năm cuối cùng của thập niên 2080.